# Bebelis concisa
Bebelis concisa là một loài bọ cánh cứng trong họ Cerambycidae.